# Aéroport international de Campeche
Pour les articles homonymes, voir CPE.
L'Aéroport international Ing. Alberto Acuña Ongay (code IATA : CPE • code OACI : MMCP • code DGAC M. : CPE), également appelé aéroport international de Campeche, est un aéroport international situé à Campeche, dans l'État de Campeche, au Mexique. Il gère le trafic aérien national et international de la ville de Campeche. Il est exploité par Aeropuertos y Servicios Auxiliares, une société appartenant au gouvernement fédéral. 
En 2017, l'aéroport a accueilli 178 675 passagers et, en 2018, 165 185 passagers.  

## Situation
| \| 500 km1:6 468 000 \| Acapulco Aguascalientes Huatulco Campeche Cancún Chetumal Chihuahua Ciudad · del Carmen Ciudad Juárez Ciudad · Obregón Ciudad · Victoria Colima Cozumel Culiacán Guanajuato Durango Guadalajara Hermosillo Ixtapa · Zihuatanejo La Paz San José · del Cabo Los Mochis Matamoros Mazatlán Mérida Mexicali Mexico B.J. Mexico F.A. Minatitlán Monterrey Morelia Nuevo · Laredo Oaxaca Playa · de Oro Puebla Puerto · Escondido Puerto · Vallarta Querétaro Reynosa San Luis · Potosí Tampico Tapachula Tepic Tijuana Toluca Torreón Tuxtla Gutiérrez Uruapan Veracruz Villahermosa Zacatecas |
| 500 km1:6 468 000 |

## Statistiques
Pour des raisons techniques, il est temporairement impossible d'afficher le graphique qui aurait dû être présenté ici.

Voir la requête brute et les sources sur Wikidata.

## Compagnies aériennes et destinations
| Compagnies         | Destinations |
| ------------------ | ------------ |
| Aeroméxico Connect | Mexico       |
| Interjet           | Mexico       |

## Galerie

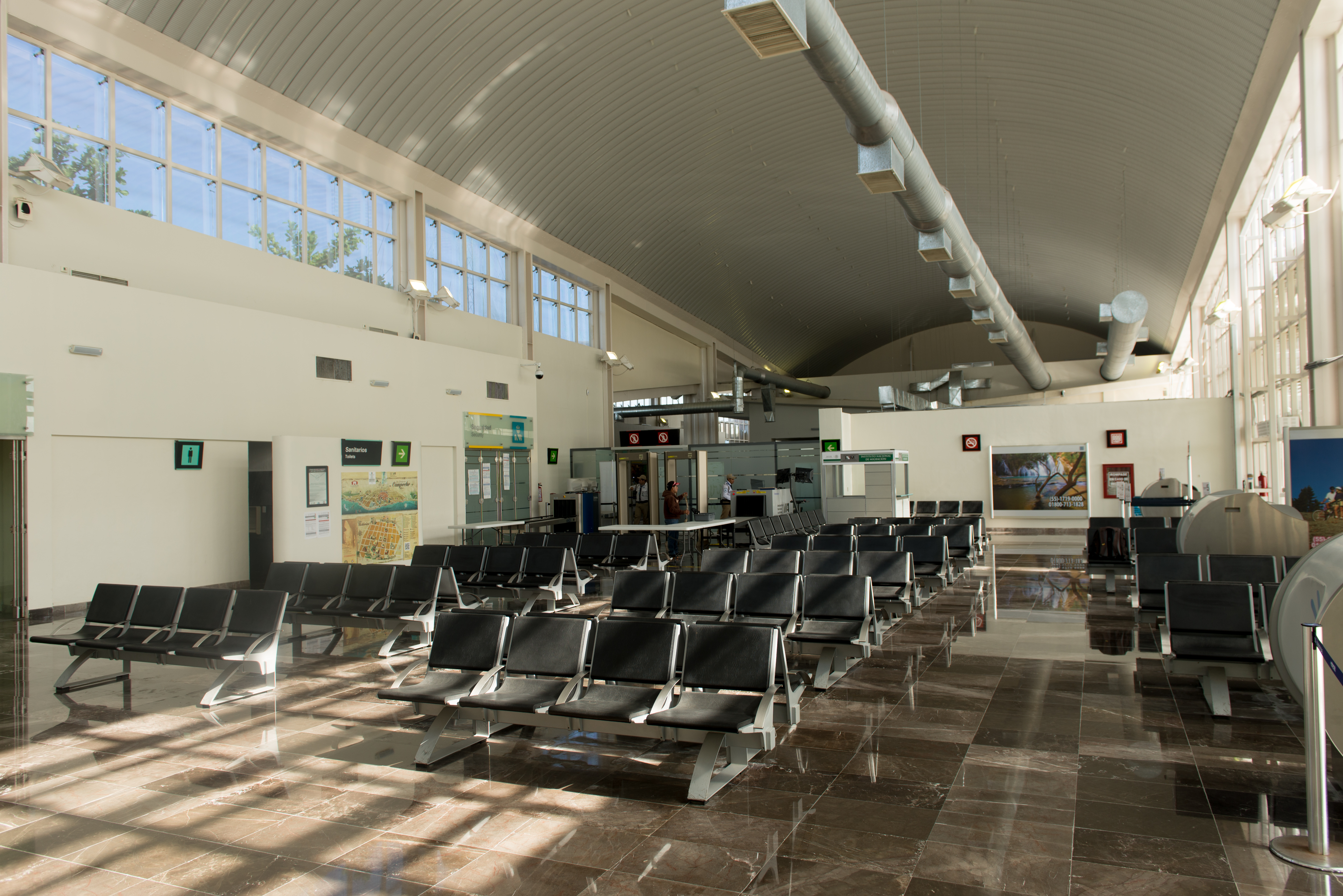
Salle d'attente de l'aéroport.
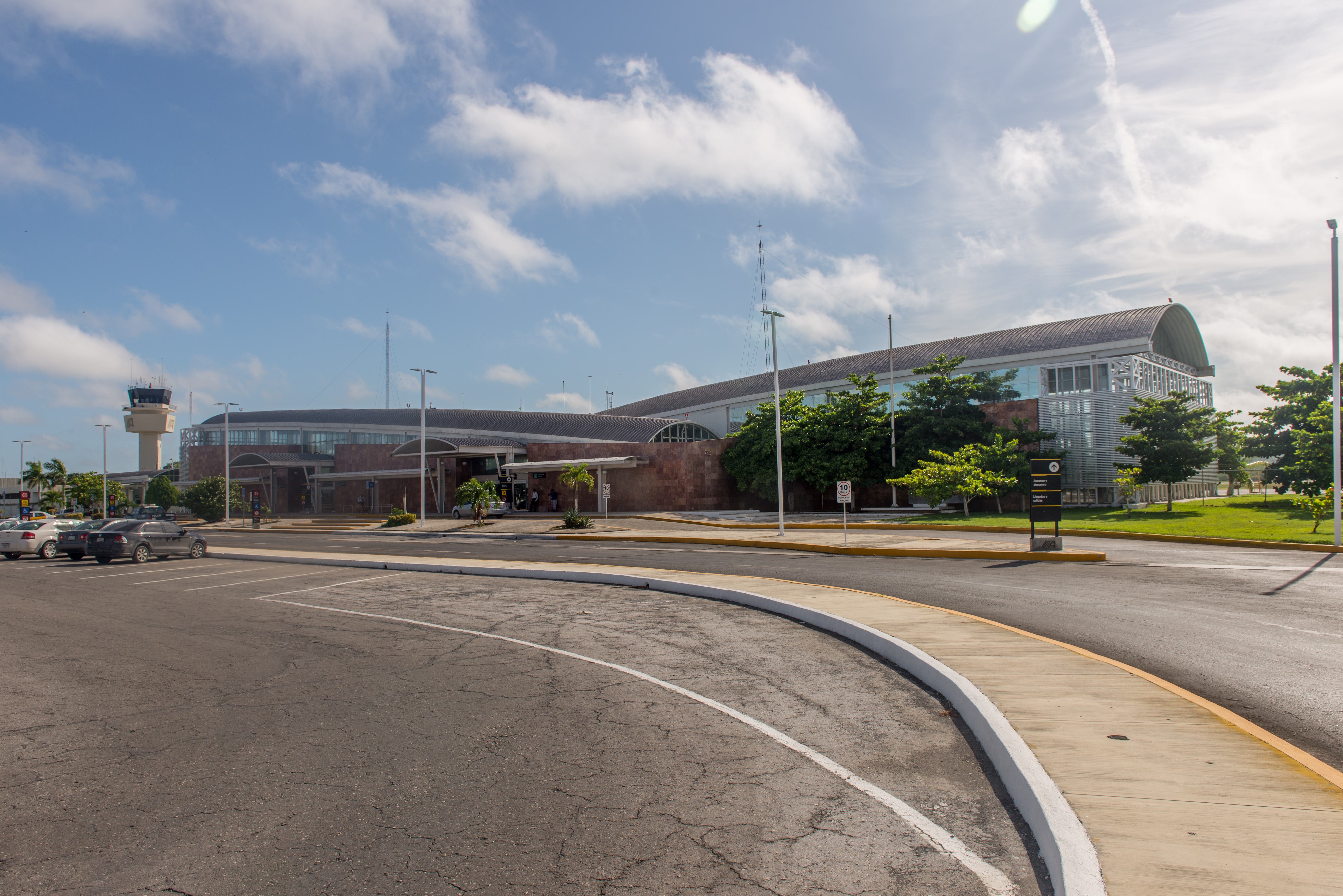
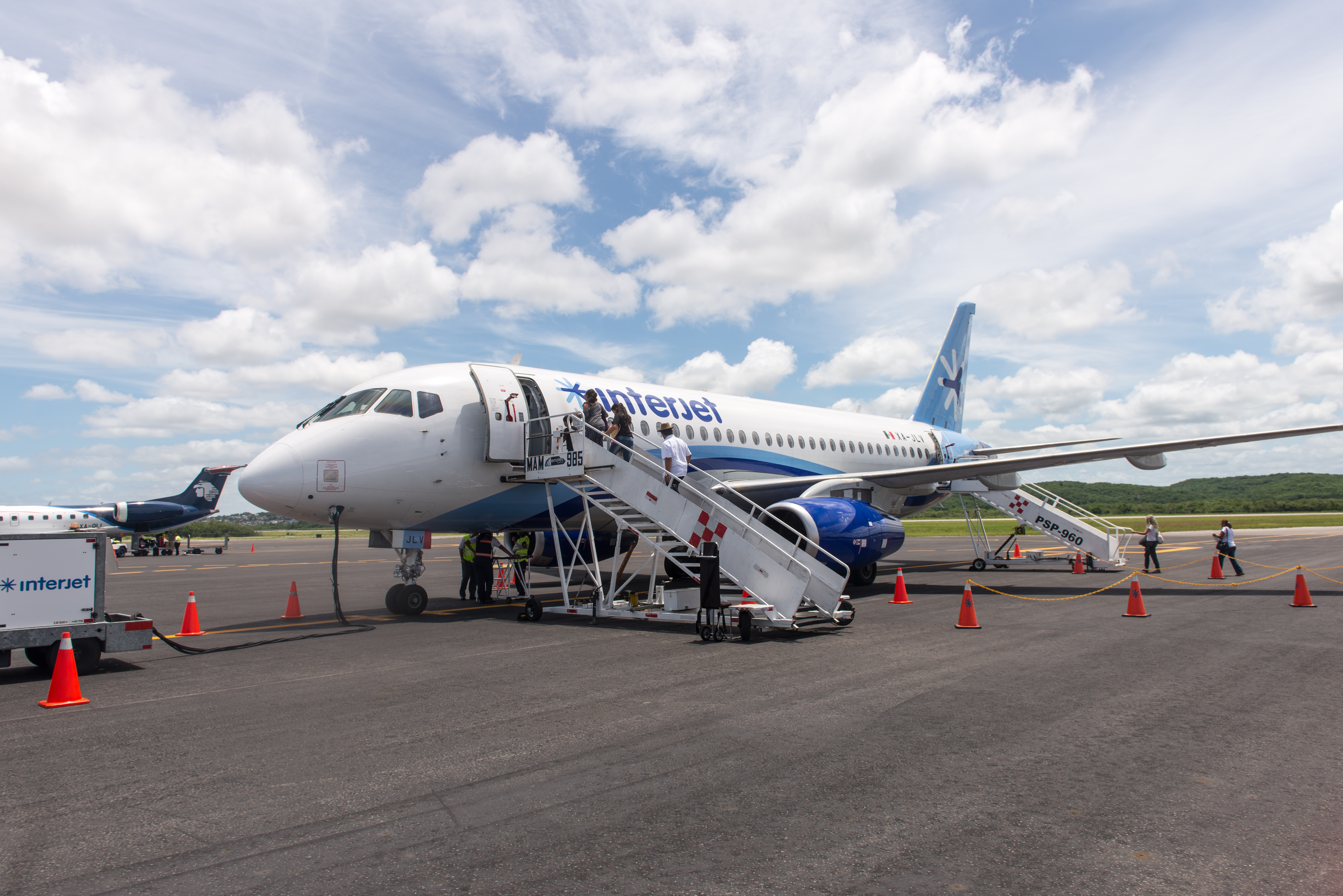
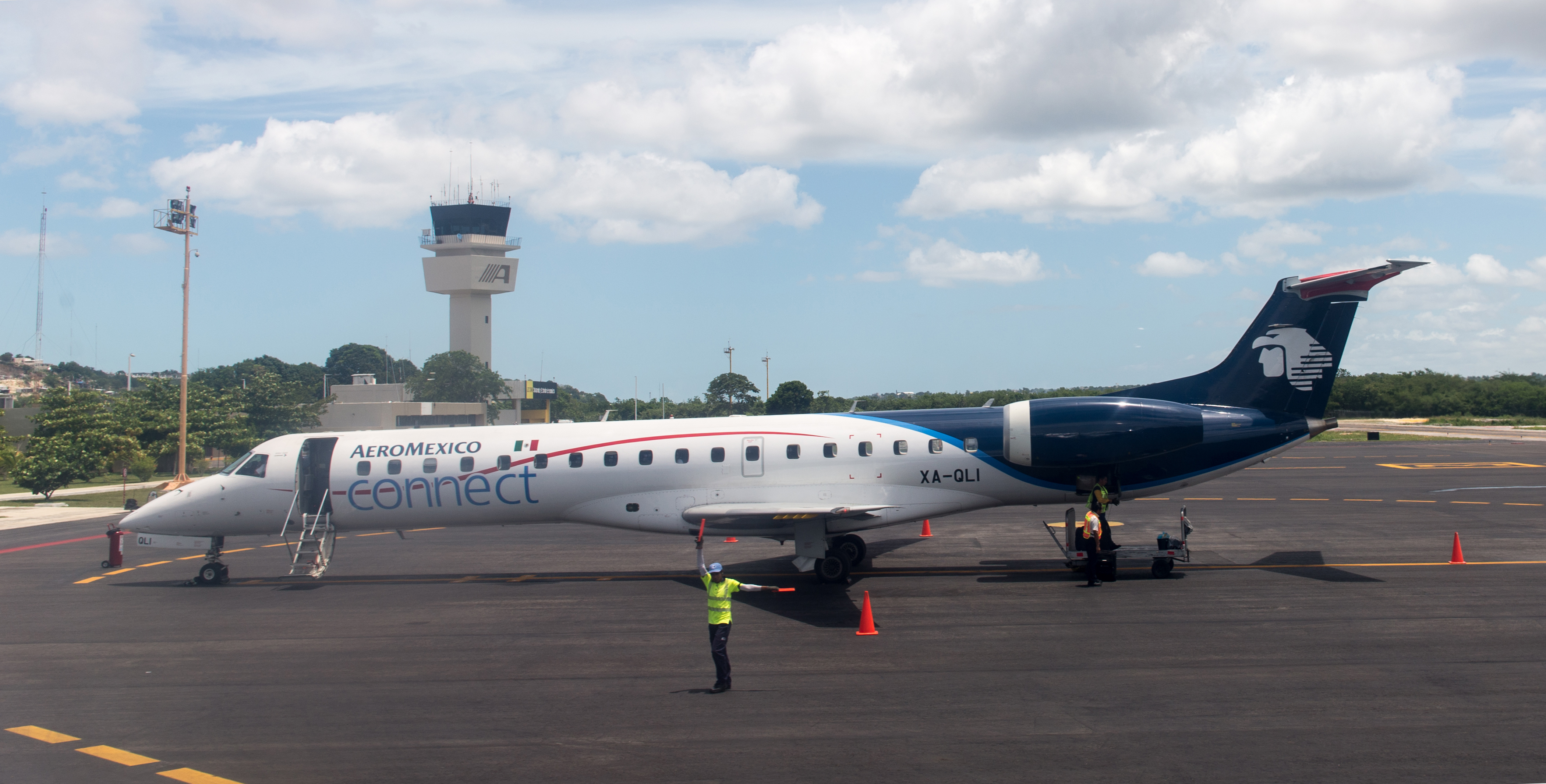

## Voir également
- Liste des aéroports les plus fréquentés au Mexique